# Heilziest-Dickkopffalter
Der Heilziest-Dickkopffalter (Muschampia floccifera, Syn.: Carcharodus flocciferus), auch nur Heilziest-Dickkopf oder Eibischfalter genannt, ist ein Schmetterling aus der Familie der Dickkopffalter (Hesperiidae).

## Merkmale
Die Vorderflügellänge beträgt 14 bis 16 Millimeter. Die Oberseite ist dunkelgraubraun mit dunklen Marmorierungen und mit einer aus dunklen Strichen gebildeten Binde über die Vorderflügel vor dem glasigen Zellfleck. Auf den Hinterflügeln befinden sich Diskalflecke, Postdiskalflecke und helle Basalflecke. Die Unterseite der Vorderflügel ist hell graubraun mit weißen Randstrichen auf starken, dunklen Haarbüschel. Die weißlichen Striche und der Diskoidalfleck sind deutlich ausgebildet. Die Hinterflügelunterseite ist graubraun mit undeutlichen weißen Flecken, einschließlich kleiner weißer Randflecke. Beide Geschlechter tragen dieselben Flügelzeichnungen, allerdings hat das Weibchen keine Behaarung.
Die Eier sind unten abgeplattet und vor allem zum oberen Ende sehr stark berippt.
Die relativ kompakten Raupen sind zunächst eher grau mit schwarzem Kopf. Später werden sie etwas heller. Sie sind stark behaart.
Die Puppe ist stark blau bereift mit einem schwarzen Längsstreifen auf dem Rücken des Thorax.

## Geographisches Vorkommen und Habitat
Der Heilziest-Dickkopffalter ist von Marokko, Spanien durch Süd- und Südosteuropa bis zum Kaukasus und das westliche Zentralasien verbreitet. Im Norden reicht das Verbreitungsgebiet bis nach Süddeutschland, die Slowakei und Südpolen. Die Vorkommen sind fleckenhaft. Im Rif-Gebirge ist die Art von 1500 bis etwa 2000 Meter zu finden. In Süddeutschland ist er in der Hügelstufe von etwa 400 bis 600 Metern anzutreffen. In den italienischen Seealpen ist er bis auf 2200 Meter über NN zu finden. Der Lebensraum des Heilziest-Dickkopffalters sind eher Feuchtwiesen mit magerem Bewuchs, in den Alpen auch niedrigwüchsige Bereiche in anmoorigen Wiesen. Ansonsten wird noch angegeben: blütenreiche grasige Hänge, Schluchten, auch Waldlichtungen und andere, wenige bewachsene feuchte Gebiete.

## Lebensweise
Die Falter fliegen von Mai, Juni oder Ende Juli bis September in zwei Generationen. Im höheren Gebirgsregionen gibt es nur eine Generation zwischen Juni und August. Die Eier werden einzeln an der Oberseite der Raupennahrungspflanzen gelegt. Die Raupe lebt in den Alpen an Alpen-Betonie (Stachys hirsuta). Für das Bodenseegebiet geben Ebert et al. Heil-Ziest (Stachys officinalis) als Raupennahrungspflanze an. Toman & Lewington (1998) geben für Europa Aufrechter Ziest (Stachys recta), Alpen-Ziest (Stachys alpina), Heilziest (Stachys officinalis), Deutscher Ziest (Stachys germanica), Sumpf-Ziest (Stachys palustris), Wald-Ziest (Stachys sylvatica) und Sternhaariger Ziest (Stachys scardica) an. Die Raupen der letzten Stadien fertigen sich aus Blättern der Nahrungspflanze ein Zelt, in dem sie fressen. Der Heilziest-Dickkopffalter überwintert als kleine Raupe.

## Systematik und Nomenklatur
Die Systematik und Nomenklatur dieser Art ist verwickelt. Muschampia floccifera wurde 1803 von Jacob Hübner unter dem Namen Papilio altheae erstmals wissenschaftlich beschrieben. Dieser Name ist aber bereits durch Papilio althaeae Esper, 1783 vergeben und dadurch ungültig. Damit wurde der erste gültige Namen für diese Art erst 1847 durch Philipp Christoph Zeller als Hesperia floccifera publiziert. Die Typlokalität seines Materials ist Sizilien. Eine weitere Beschreibung erfolgte 1936 unter dem Namen alchymillae durch Arthur Francis Hemming. Dieser hatte 1934 zunächst das Hübnersche Homonym durch Carcharodus imperator ersetzt und dabei die Beschreibung von Zeller übersehen. In einer späteren Arbeit fand er einen älteren Hübnerschen Namen in einem Werk, das nie publiziert worden ist. Der Name Carcharodus alchymillae muss dadurch Hemming (1936) zugeschrieben werden. Mit Hesperia gemina Lederer, 1852 existiert noch ein weiteres Synonym für diese Art.